# St. Elmo, Illinois
St. Elmo là một thành phố thuộc quận Fayette, tiểu bang Illinois, Hoa Kỳ. Năm 2010, dân số của thành phố này là 1426 người.

## Dân số
Dân số qua các năm:
- Năm 2000: 1456 người.
- Năm 2010: 1426 người.